# Il barone rampante
Il barone rampante (Brasil: O barão nas árvores / Portugal: O barão trepador) é um romance escrito por Ítalo Calvino e publicado em 1957 na Itália. Este é o segundo livro da trilogia Nossos Ancestrais, que também inclui os romances Il visconte dimezzato (1952) e Il cavaliere inesistente (1959).
A inspiração para o romance vem da história que, em uma noite de 1950, Salvatore Scarpitta conta a Italo Calvino na Osteria Fratelli Menghi na via Flaminia 57 na cidade de Roma. O livro Il barone rampante foi lançado sete anos após esta conversa. Em 1957 o livro recebeu o  Premio Letterario Viareggio-Rèpaci na categoria ficção.

## Enredo
Narra a história de Cosme, filho primogênito de um barão que em 15 de julho de 1767 sobe nas árvores e não desce mais. Quem narra a história é o irmão de Cosme, Biágio, que relata as peripécias de se viver nas árvores e as aventuras do irmão.
Trata-se de uma história bastante quixotesca contada com uma torrente de inúmeras sensações que só Calvino consegue despertar. Além disso, suscita uma série de reflexões sobre a condição humana e das condições sociais da época retratada pelo livro, meados do século XVIII, período em que houve mudanças paradigmáticas em várias áreas do saber e que o autor insere em sua ficção com um tom bastante sarcástico, porém com um leve humor reflexivo característico e inconfundível como em todas as suas obras.